# 観音菩薩

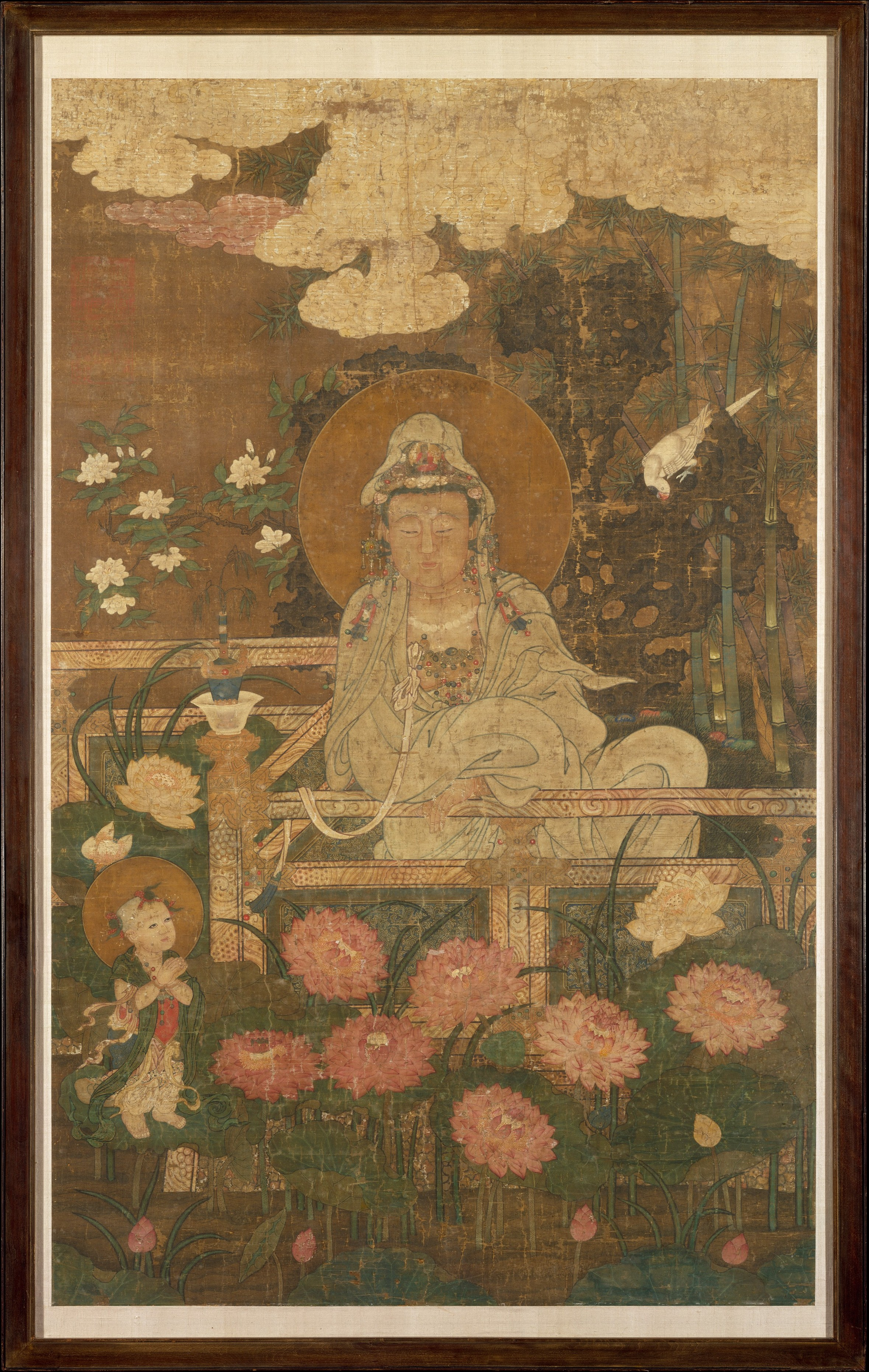
白衣観音図

観音菩薩（かんのん ぼさつ、梵: Avalokiteśvara）は、仏教の菩薩の一尊。観世音菩薩（かんぜおんぼさつ）、観自在菩薩（かんじざいぼさつ）、救世菩薩（くせぼさつ・ぐせぼさつ）など多数の別名がある。一般的に「観音さま」とも呼ばれる。

## 起源
観音菩薩の起源や性別には定説がない。
友松圓諦は『般若心経講話』（1956年）の中で、「どこか、観自在菩薩の信仰のつよい地方、また、密教の呪文が珍重されていた地方」に起源を求めた。
岩本裕はインド土着の女神が仏教に取り入れられた可能性を示唆しており、エローラ石窟群、サールナートなどインドの仏教遺跡においても観音菩薩像と思しき仏像が発掘されている。
ゾロアスター教においてアフラ・マズダーの娘とされる女神アナーヒターやスプンタ・アールマティとの関連も指摘されている。
梵名のアヴァローキテーシュヴァラのイシューヴァラは自在天のこと、つまりシヴァ神が起源であり、インドではシヴァとの繋がりが深く意識されてきたとの指摘もある。

## 名称の由来
サンスクリットのアヴァローキテーシュヴァラ(Avalokiteśvara)を、玄奘は「観察された(avalokita )」と「自在者(īśvara)」の合成語と解釈し「観自在」と訳した。鳩摩羅什訳では「観世音」であったが、玄奘は「古く光世音、観世音、観世音自在などと漢訳しているのは、全てあやまりである」といっている。
一方で、中央アジアで発見された古いサンスクリットの『法華経』では、アヴァローキタスヴァラ(avalokitasvara)となっており、これに沿えば「観察された(avalokita)」＋「音・声(svara)」と解され、また古訳では『光世音菩薩』の訳語もあることなどから、異なるテキストだった可能性は否定できない。なお、現在発見されている写本に記された名前としては、avalokitasvaraがもっとも古形であり、ローケーシュ・チャンドラはこの表記が原形であったとしている。
観音菩薩という呼び名は、唐の太宗皇帝の忌み名が世民であったため改称された。一般的には観世音菩薩の略号と解釈されている。
日本語の「カンノン」は「観音」の呉音読みであり、連声によって「オン」が「ノン」になったものである。

## 信仰・位置づけ

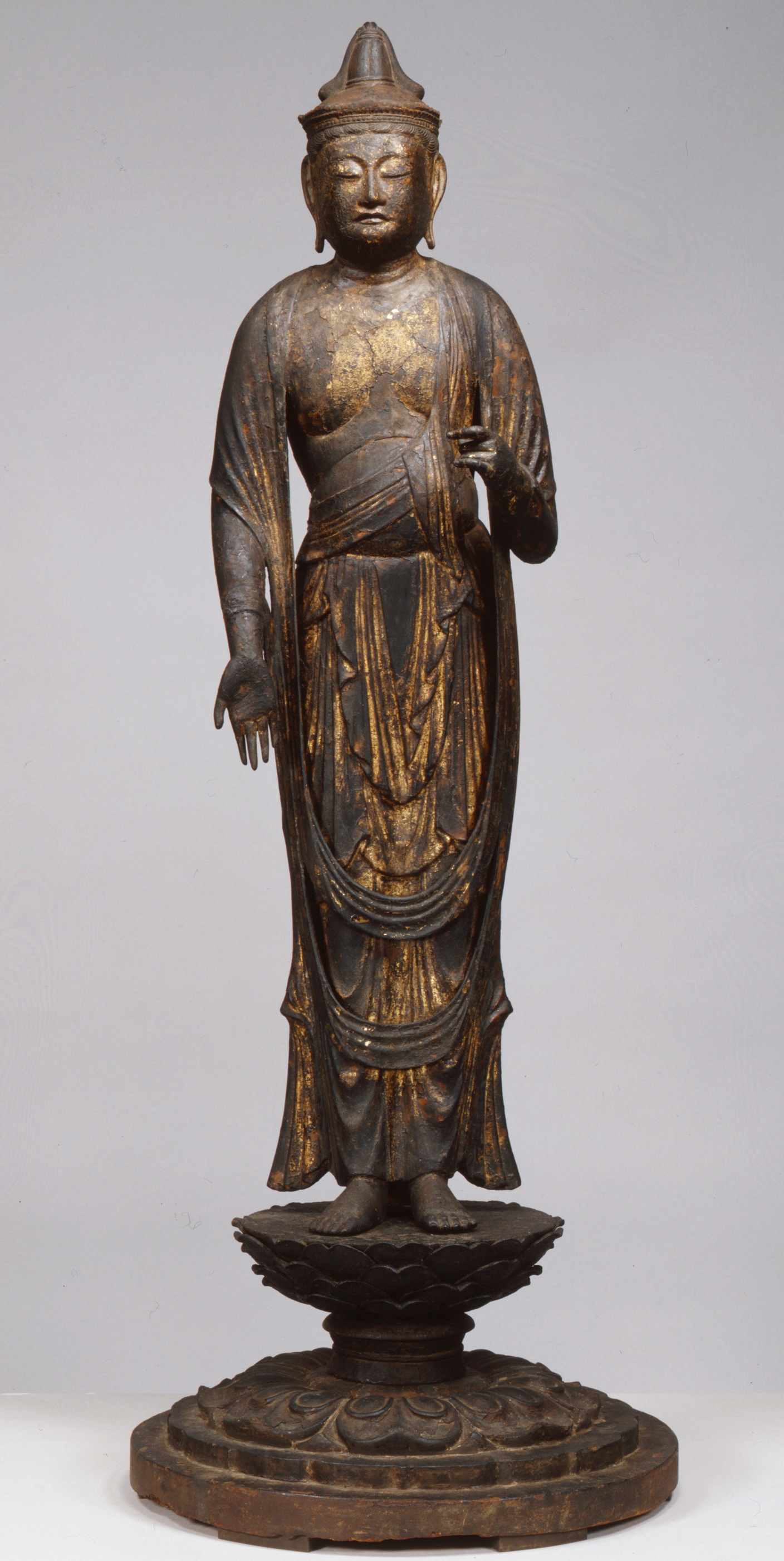
観音菩薩、12世紀、平安時代、東京国立博物館蔵

『観音経』などに基づいて広く信仰・礼拝の対象となっている。また、『般若心経』の冒頭に登場する菩薩でもあり、般若の智慧の象徴ともなっている。浄土教では『観無量寿経』の説くところにより阿弥陀如来の脇侍として勢至菩薩と共に安置されることも多い。観音菩薩は大慈大悲を本誓とする。中国では六朝時代から霊験記（傅亮『光世音応験記』、張演『続観世音応験記』、陸杲『繫観世音応験記』）が遺され、日本では飛鳥時代から造像例があり、現世利益と結びつけられて、時代・地域を問わず広く信仰されている。
日本では鳩摩羅什訳『法華経』の影響により、「南無観世音菩薩」と観音の名を呼んで助けを求めれば、救いを求める者の身分や境遇に合せて三十三の変化身（三十三観音）をとなって、いかなる者がどこにいても救済にかけつけてくれる菩薩として絶大な信仰を得てきた。
観音の在す住処・浄土は、ポータラカ（Potalaka、補陀落）といい、実叉難陀訳『大方広仏華厳経』と般若訳『大方広仏華厳経』には、南インドの摩頼矩吒国の補怛洛伽(Potalaka)であると説かれる。
偽経『観世音菩薩往生浄土本縁経』によると、過去世において長那（ちょうな）というバラモンの子の早離（そうり）であったとされる。彼には速離（そくり）という兄弟がおり、のちの勢至菩薩だという。早離と速離は騙されて無人島に捨てられ、餓死したが、早離は餓死する寸前に「生まれ変わったら自分たちのように苦しんでいる人たちを救いたい」と誓願を立てたため、観音菩薩になったという。なお、父の長那は未来に釈迦として生まれ変わった。

### チベット仏教における位置づけ
チベット仏教では、チベットの国土に住む衆生は「観音菩薩の所化」と位置づけられ、チベット仏教の四大宗派に数えられるゲルグ派の高位の化身ラマで、民間の信仰を集めているダライ・ラマは、観音菩薩（千手千眼十一面観音）の化身とされている。居城であるラサのポタラ宮の名は、観音の浄土である、ポータラカ（Potalaka、補陀落）に因む。チベットでは、観音菩薩はチェンレジー(spyan ras gzigs)として知られるが、これは「観自在」を意味する「spyan ras gzigs dbang phyug」を省略したものである。

## 性別

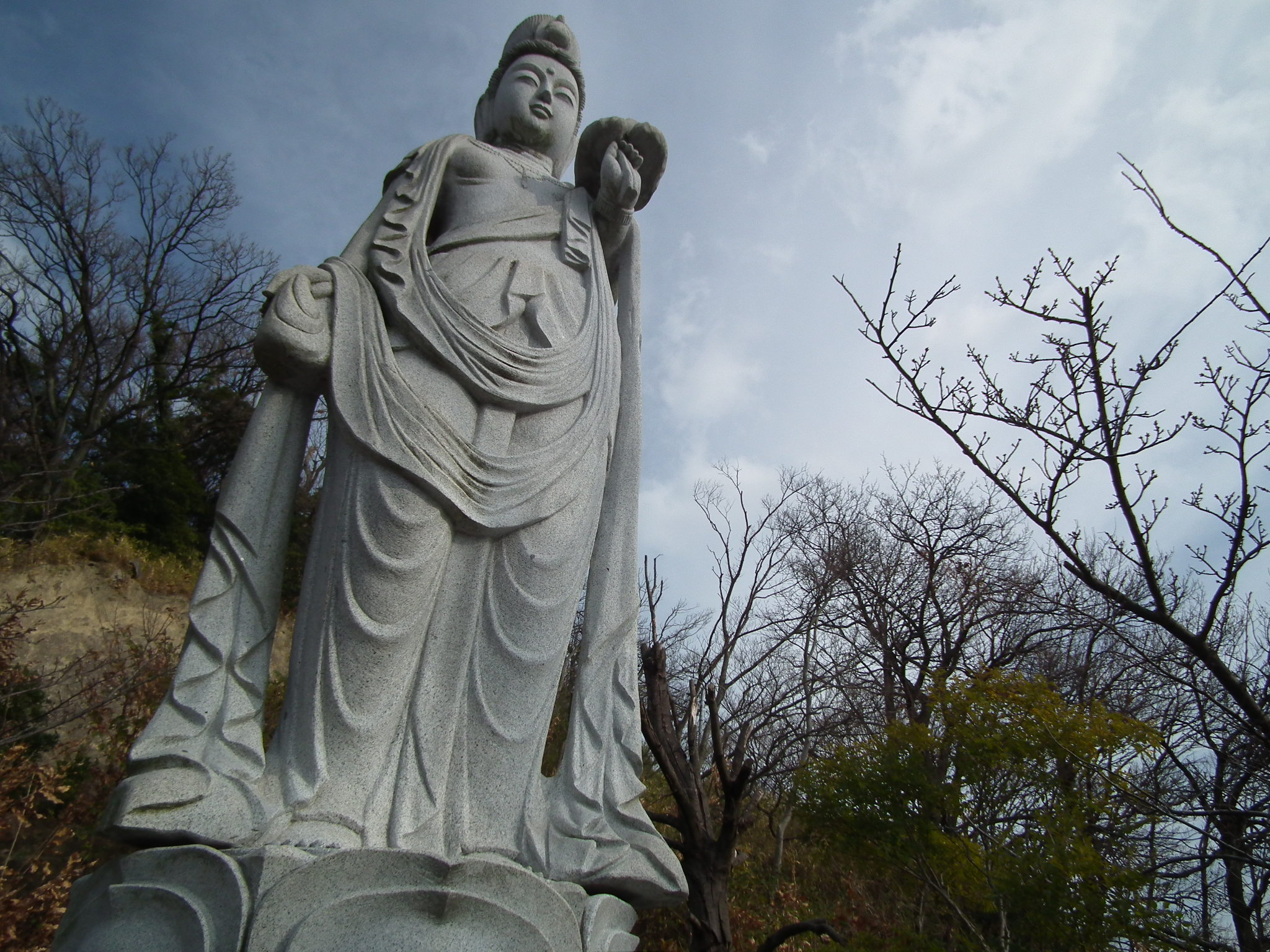
古代より広く信仰を集め、日本では各地に建立されることが多い観音像

観音菩薩は男性と女性の両方の姿を取ることから、欧米の研究者のあいだではジェンダー・フリーの体現者であると解釈され、評価されている。しかしながら、本来は男性であったと考えられる。
例えば、松原哲明は、梵名のアヴァローキテーシュヴァラが男性名詞であること、華厳経に「勇猛なる男子（丈夫）、観世音菩薩」と書かれていることから、本来男性であったと述べている。植木雅俊も、
1. ガンダーラの観音菩薩の彫刻は、ほとんどが口ひげをたくわえている。
2. 『法華経』のサンスクリット原典(ケルン・南条本)の第31偈には、観音が導師となる阿弥陀仏の浄土に女性は誰も生まれてこない、と書いてある。なお、この部分は鳩摩羅什訳『妙法蓮華経』にはないと言っている。しかし立正大学の三友健容博士によると、1～27偈までは観自在菩薩についての記述であるが、28～33偈は、後代に追加されたものであり。鳩摩羅什訳の底本は、現存の写本より古いものであり、1～27偈までである。博士によると28～33偈は、「観自在菩薩」と「世自在王仏」がサンスクリット語で発音が似ている事から、法華経に誤って混入した浄土思想である。と発表した。
3. 『法華経』のサンスクリット原典では、観音は16の姿を現すとされ、その全てが男性である。
4. 『法華経』の初期の漢訳である 竺法護訳『正法華経』(286年)では、観音は17の姿を現すとされ、その全てが男性である。
5. ところが鳩摩羅什訳『妙法蓮華経』(406年。現在、最も普及している法華経)では観音は「三十三身」を現すとされ、そのうち7つが女性の姿である。

という事実を挙げ、観音の女性化はインドではなく中国において起きたこと、中国での観音菩薩は男尊女卑の儒教倫理に悩む人たちがすがるものであったこと、例えば、世継ぎの男子を生めない妻は離縁されて当然という儒教(『礼記』の「嫁して三年、子なきは去る」)の男尊女卑の考えに苦しんだ女性たちは、観音に祈れば男児が授かるという現世利益的な観音信仰を広く受け入れたこと、を指摘している。
たしかに、中国では「慈母観音」などという言葉から示されるように、俗に女性と見る向きが多い。また、例えば地蔵菩薩を観音と同じ大悲闡提の一対として見る場合が多く、地蔵が男性の僧侶形の像容であるのに対し、観音は女性的な顔立ちの像容も多いことからそのように見る場合が多い。観音経では「婦女身得度者、即現婦女身而為説法」と、女性に対しては女性に変身して説法することもあるため、次第に性別は無いものとして捉えられるようになった。また後代に至ると観音を女性と見る傾向が多くなった。これは中国における観音信仰の一大聖地である普陀落山（浙江省・舟山群島）から東シナ海域や黄海にまで広まったことで、その航海安全を祈念する民俗信仰や道教の媽祖信仰などの女神と結び付いたためと考えられている。
また、妙荘王の末女である妙善という女性が尼僧として出家、成道し、観音菩薩となったという説話が十二世紀頃に中国全土に流布し、『香山宝巻』の成立によって王女妙善説話が定着、美しい女性としての観音菩薩のイメージが定着したとする説もある。

## 所依経典（観音経）

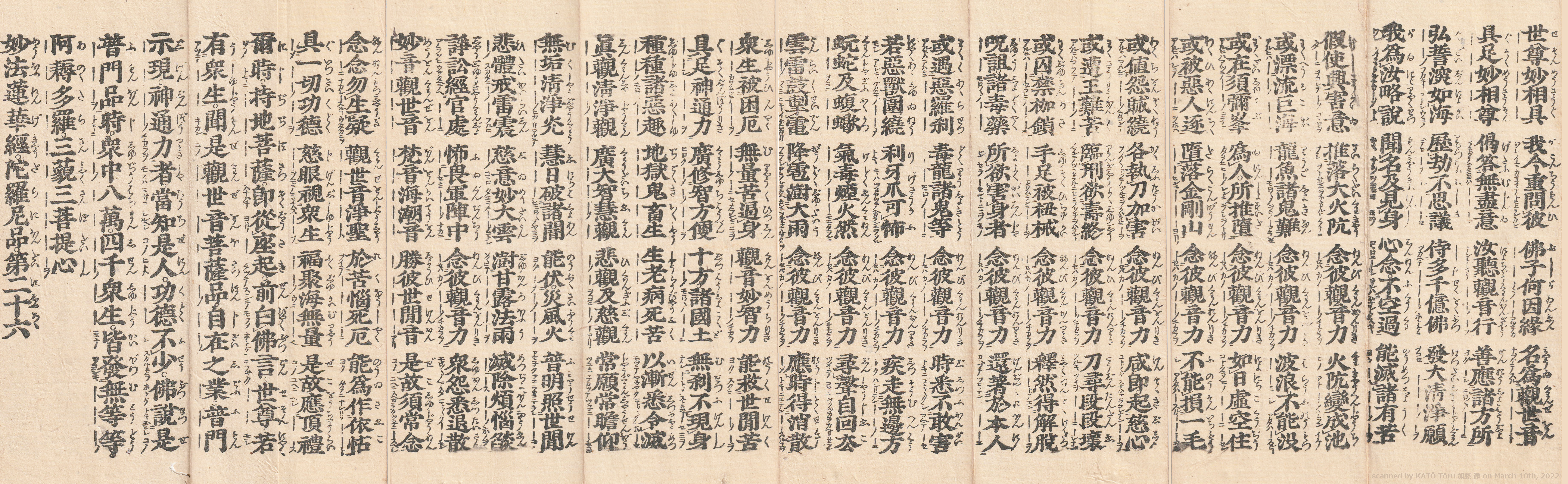
観音経。江戸時代の経本の、妙法蓮華経観世音菩薩普門品第二十五の偈文の部分。これは読誦用の「両点本」で、経文(漢文)の右側に「真読」(経文を呉音で直読するためのふりがな)を、左側に「訓読」(経文を漢文訓読で読み下すための訓点)が表記されている。

観音について説かれた仏教経典は数多いが、最古かつ最も有名なのは妙法蓮華経観世音菩薩普門品第二十五、別名「観音経」である。後述の三十三身普門示現もこの教典の長行に説かれている。この略本と考えられている十句観音経や、十一面観音について説かれた十一面観世音菩薩随願即得陀羅尼経がよく読誦される経典である。
これらの経典は、普門品偈文（観音経）に、「衆生、困厄を被りて、無量の苦、身に逼（せま）らんに、観音の妙智の力は、能く世間の苦を救う。（観音は）神通力を具足し、広く智の方便を修して、十方の諸（もろもろ）の国土に。刹として身を現ぜざることなし。種々の諸の悪趣。地獄・鬼・畜生。生・老・病・死の苦は、以て漸く悉く滅せしむ。」とあるように、観音の慈悲が広く、優れた現世利益を持つことを述べている点が共通している。

## 普門示現（三十三応化身/三十三観音）

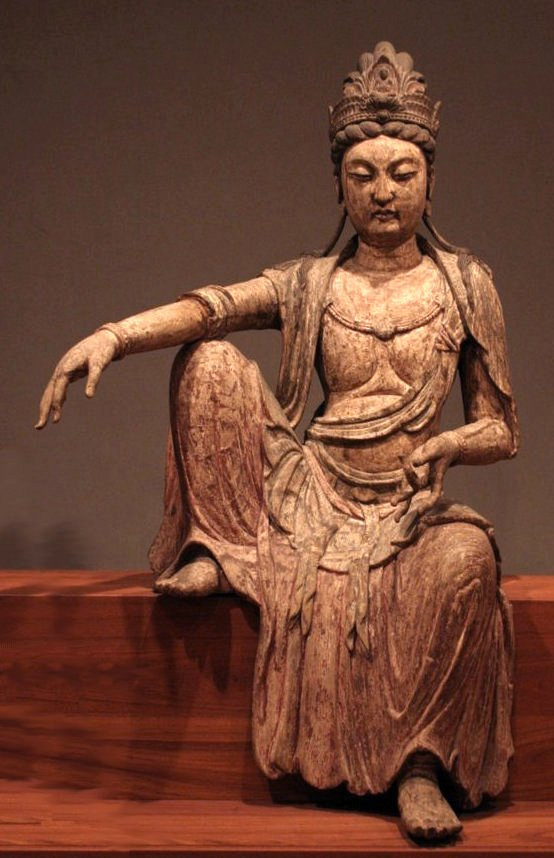
中国の観音菩薩像（北宋時代）

観音が世を救済するに、広く衆生の機根（性格や仏の教えを聞ける器）に応じて、種々の形体を現じる。これを観音の普門示現（ふもんじげん）という。法華経「観世音菩薩普門品第二十五」（観音経）には、観世音菩薩はあまねく衆生を救うために相手に応じて「仏身」「声聞（しょうもん）身」「梵王身」など、33の姿に変身すると説かれている。なお、観音経とは別に、密教経典『摂無礙経』にも三十三身の記載があり、両者は細部が異なる。（下記参照）
西国三十三所観音霊場、三十三間堂などに見られる「33」という数字はここに由来する。なお「三十三観音」（後述）とは、この法華経の所説に基づき、中国及び近世の日本において信仰されるようになったものであって、法華経の中にこれら33種の観音の名称が登場するわけではない。
この普門示現の考え方から、六観音、七観音、十五尊観音、三十三観音など多様多種な別身を派生するに至った。
このため、観音像には基本となる聖観音（しょうかんのん）の他、密教の教義により作られた、十一面観音、千手観音など、変化（へんげ）観音と呼ばれる様々な形の像がある。阿弥陀如来の脇侍としての観音と異なり、独尊として信仰される観音菩薩は、現世利益的な信仰が強い。そのため、あらゆる人を救い、人々のあらゆる願いをかなえるという観点から、多面多臂の超人間的な姿に表されることが多い。
その元となったのが三十三応現身像と言われている。
応現身とは相手に応じて様々な姿に変わることをいう。
『観音経』の観音三十三応現身の種類及び、対応する仏尊、三十三観音を以下に図とする。
|    | 『観音経』の観音三十三身の種類 | 対応する仏尊               | 三十三観音                                       | 『摂無礙経』の観音三十三身の種類     |
| -- | ------------------------------ | -------------------------- | ------------------------------------------------ | ------------------------------------ |
| 1  | 仏身                           | 阿弥陀如来（観自在王如来） | 青頸（しょうきょう）観音                         | 仏身（ぶっしん）                     |
| 2  | 辟支仏(びゃくしぶつ)身         |                            | 水月観音                                         | 辟支仏身（びゃくしぶつしん）         |
| 3  | 声聞(しょうもん)身             |                            | 持経（じきょう）観音                             | 声聞身（しょうもんしん）             |
| 4  | 梵王身                         | 梵天                       | 徳王観音                                         | 大梵王身（だいぼんおうしん）         |
| 5  | 帝釈(たいしゃく)身             | 帝釈天                     | 葉衣（ようえ）観音                               | 帝釈身（たいしゃくしん）             |
| 6  | 自在天身                       | 他化自在天                 | 瑠璃観音                                         | 自在天身（じざいてんしん）           |
| 7  | 大自在天身                     | 大自在天                   | 普悲（ふひ）観音                                 | 大自在天身（だいじざいてんしん）     |
| 8  | 天大将軍身                     | 不明                       | 威徳（いとく）観音                               | 天大将軍身（てんだいしょうぐんしん） |
| 9  | 毘沙門身                       | 毘沙門天                   | 阿摩提（あまだい）観音                           | 毘沙門身（びしゃもんしん）           |
| 10 | 小王身                         |                            | 蓮臥（れんが）観音                               | 小王身（しょうおうしん）             |
| 11 | 長者身                         |                            | 衆宝（しゅうほう）観音                           | 長者身（ちょうじゃしん）             |
| 12 | 居士(こじ)身                   |                            | 六時観音                                         | 居士身（こじしん）                   |
| 13 | 宰官身                         |                            | 一葉観音                                         | 宰官身（さいかんしん）               |
| 14 | 婆羅門身                       |                            | 合掌観音                                         | 婆羅門身（ばらもんしん）             |
| 15 | 比丘(びく)身                   |                            |                                                  | 比丘身（びくしん）                   |
| 16 | 比丘尼身                       |                            | 15、16をまとめて白衣（びゃくい）観音             | 比丘尼身（びくにしん）               |
| 17 | 優婆塞(うばそく)身             |                            |                                                  | 優婆塞身（うばそくしん）             |
| 18 | 優婆夷(うばい)身               |                            |                                                  | 優婆夷身（うばいしん）               |
| 19 | 長者婦女身                     |                            | 馬郎婦（ばろうふ）観音                           | 人身（じんしん）                     |
| 20 | 居士婦女身                     |                            |                                                  | 非人身（ひじんしん）                 |
| 21 | 宰官婦女身                     |                            |                                                  | 婦女身（ふじょしん）                 |
| 22 | 婆羅門婦女身                   |                            |                                                  | 童目天女身（どうもくてんにょしん）   |
| 23 | 童男身                         |                            |                                                  | 童男身（どうなんしん）               |
| 24 | 童女身                         |                            | 23、24をまとめて持蓮（じれん）観音               | 童女身（どうにょしん）               |
| 25 | 天身                           | いわゆる天龍八部衆         |                                                  | 天身（てんしん）                     |
| 26 | 竜身                           |                            |                                                  | 龍身（りゅうしん）                   |
| 27 | 夜叉(やしゃ)身                 |                            | 25から27までをまとめて龍頭（りゅうず）観音に配当 | 夜叉身（やしゃしん）                 |
| 28 | 乾闥婆(けんだつば)身           |                            |                                                  | 乾闥婆身（けんだつばしん）           |
| 29 | 阿修羅身                       |                            |                                                  | 阿修羅身（あしゅらしん）             |
| 30 | 迦楼羅(かるら)身               |                            |                                                  | 迦樓羅身（かるらしん）               |
| 31 | 緊那羅(きんなら)身             |                            |                                                  | 緊那羅身（きんならしん）             |
| 32 | 摩睺羅伽(まごらが)身           |                            |                                                  | 摩睺羅伽身（まごらがしん）           |
| 33 | 執金剛身                       | 執金剛神                   | 不二（ふに）観音                                 | 執金剛身（しゅうこんごうしん）       |

『観音経』観音三十三身の絵図。『観音経絵解』(1866年刊)より。

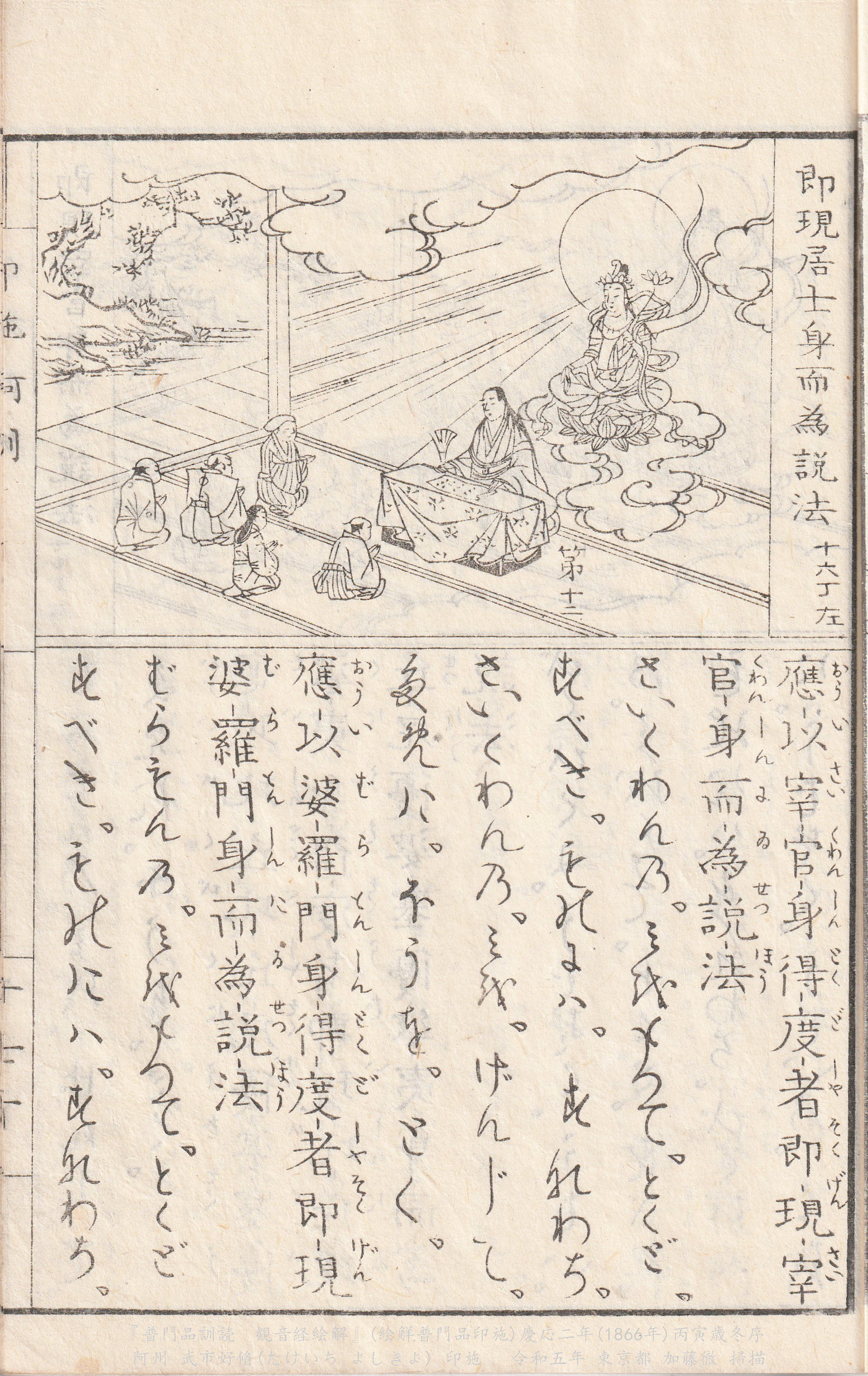
12. 居士
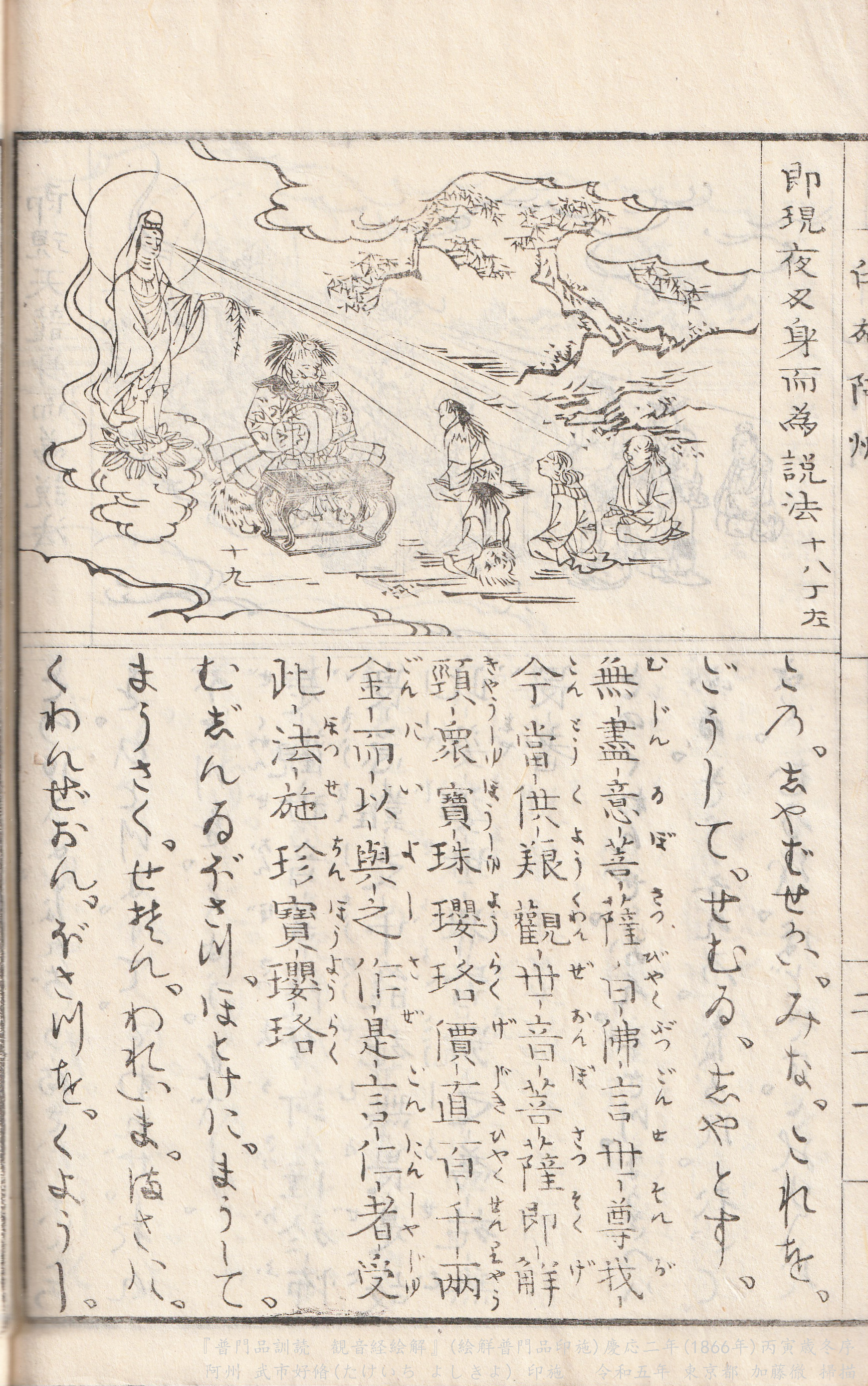
27. 夜叉
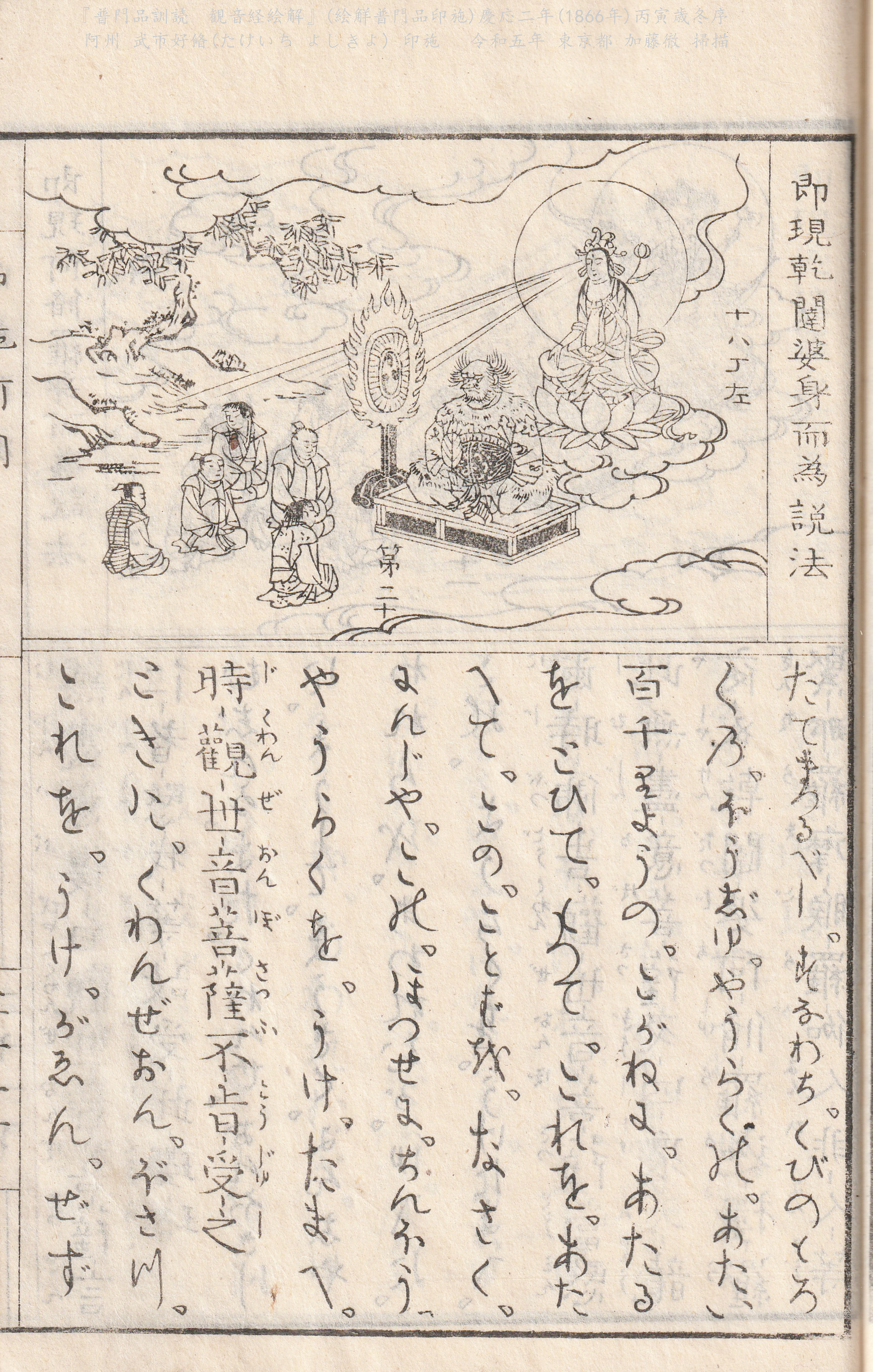
28. 乾闥婆
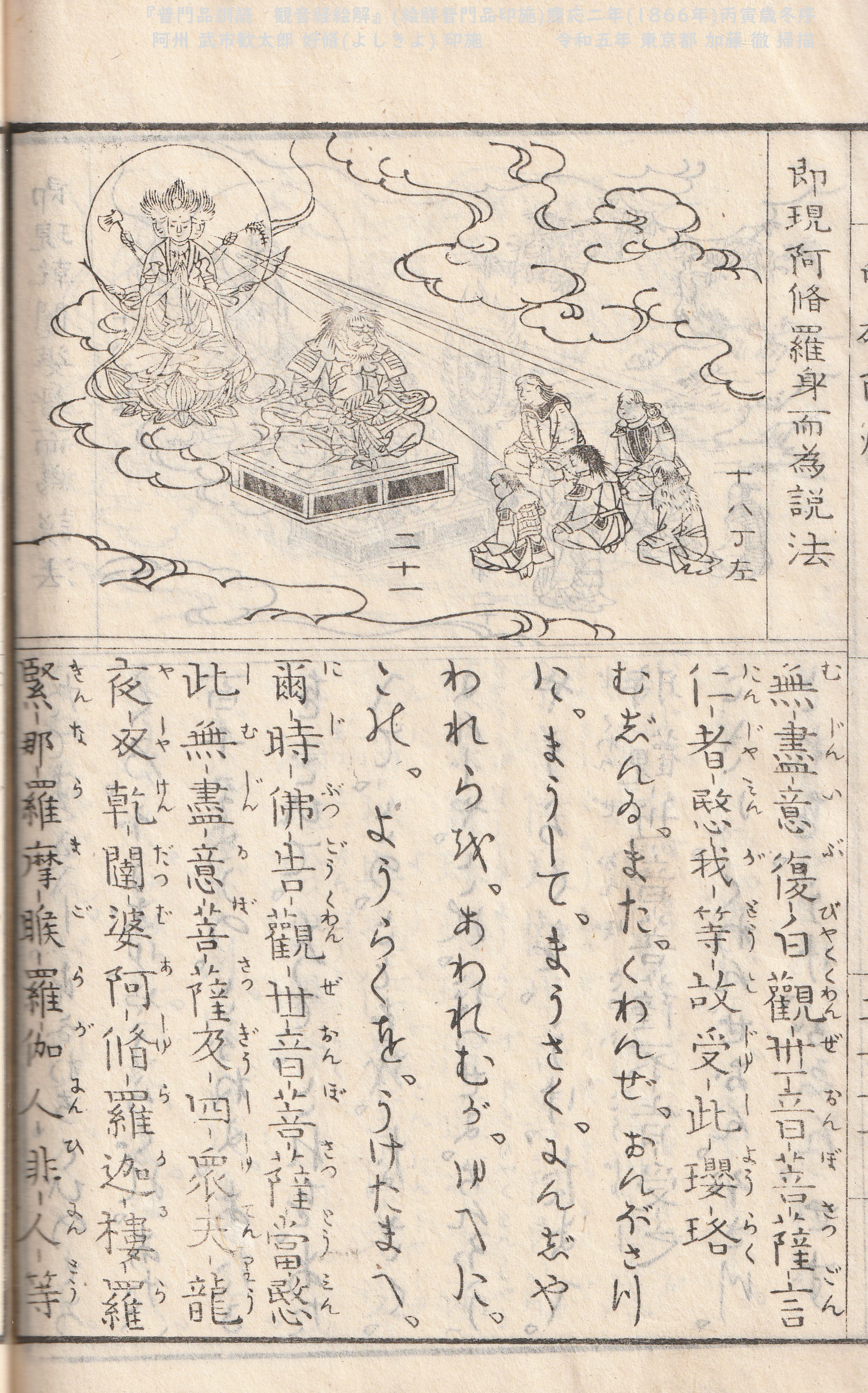
29. 阿修羅
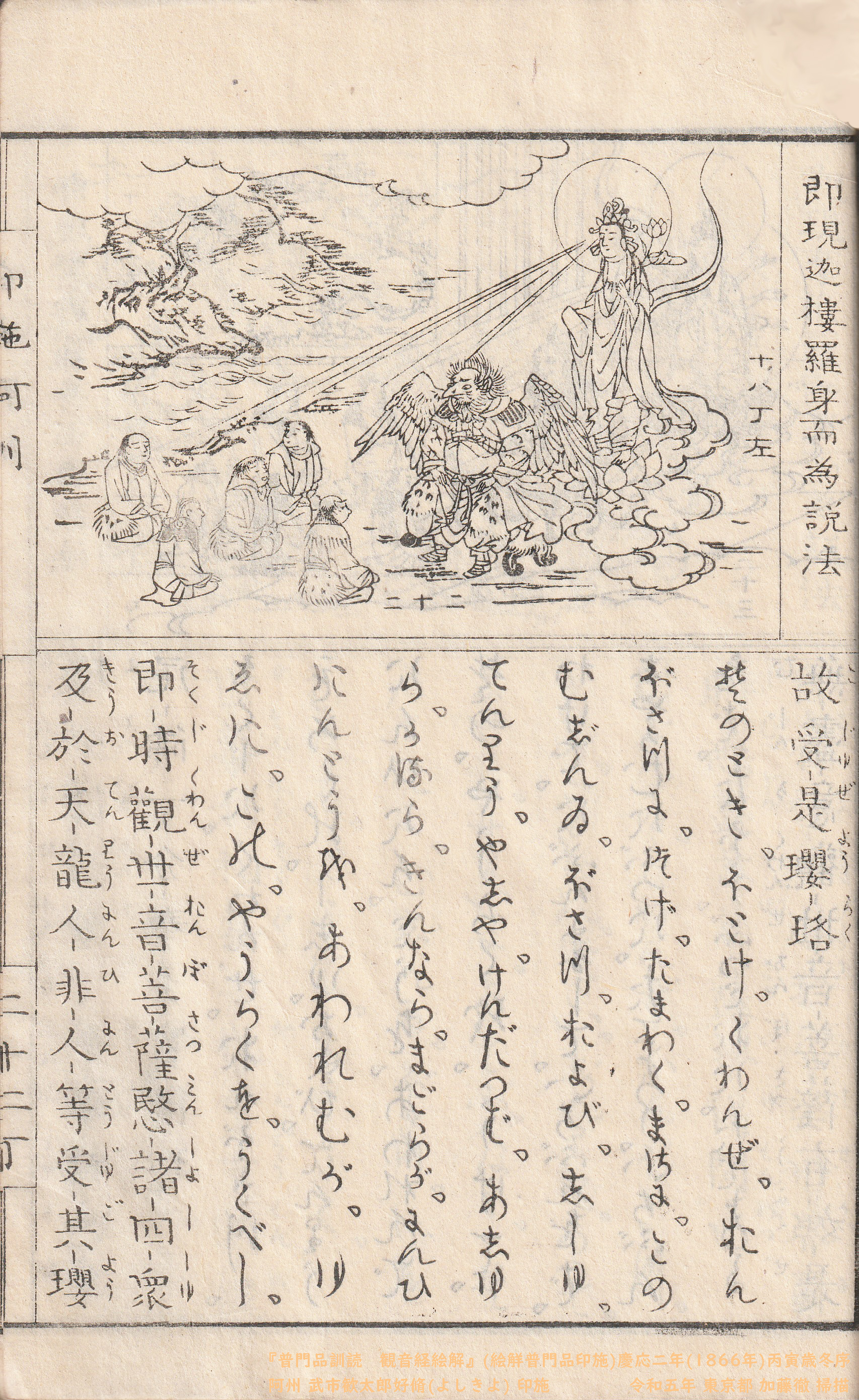
30. 迦楼羅
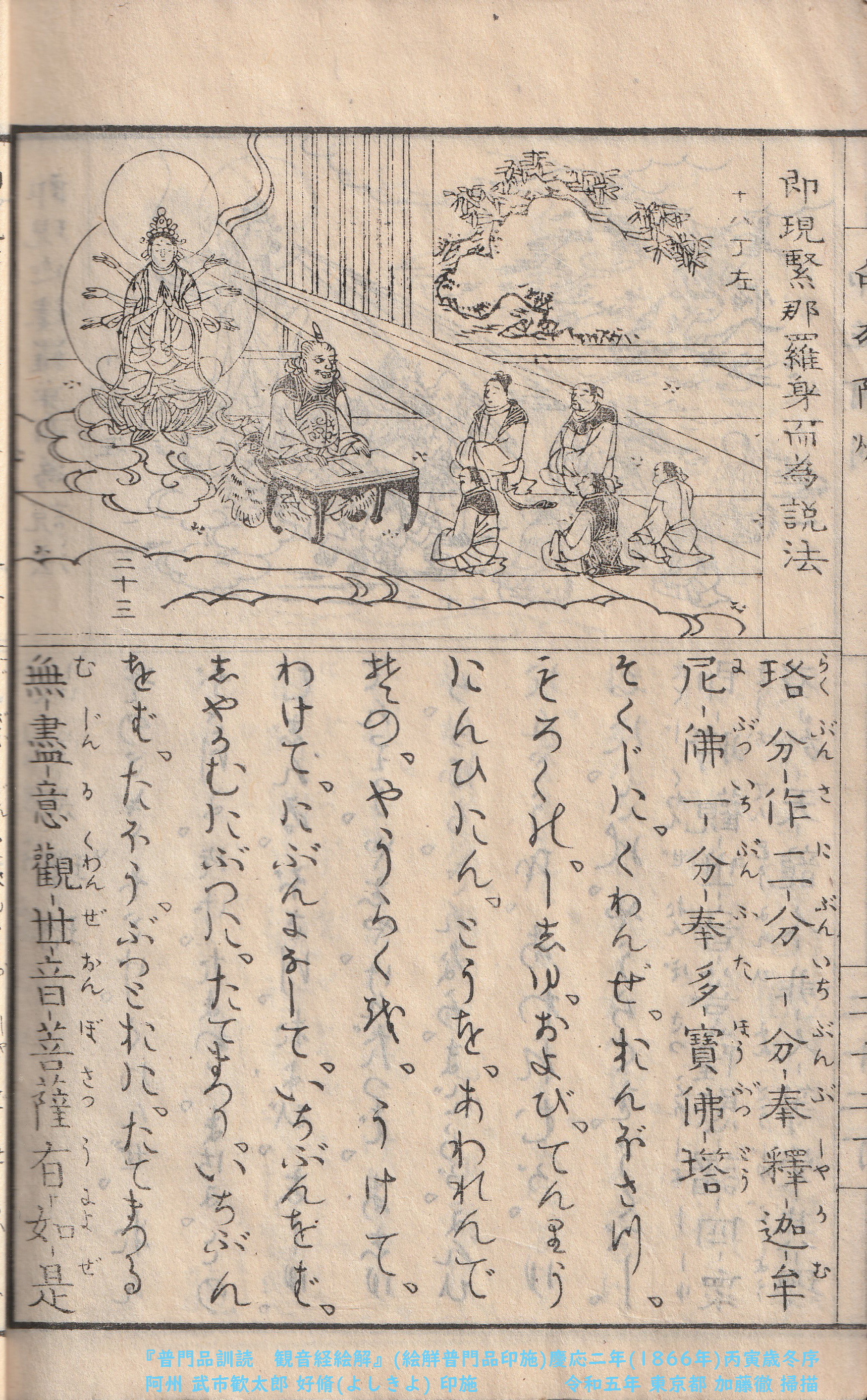
31. 緊那羅
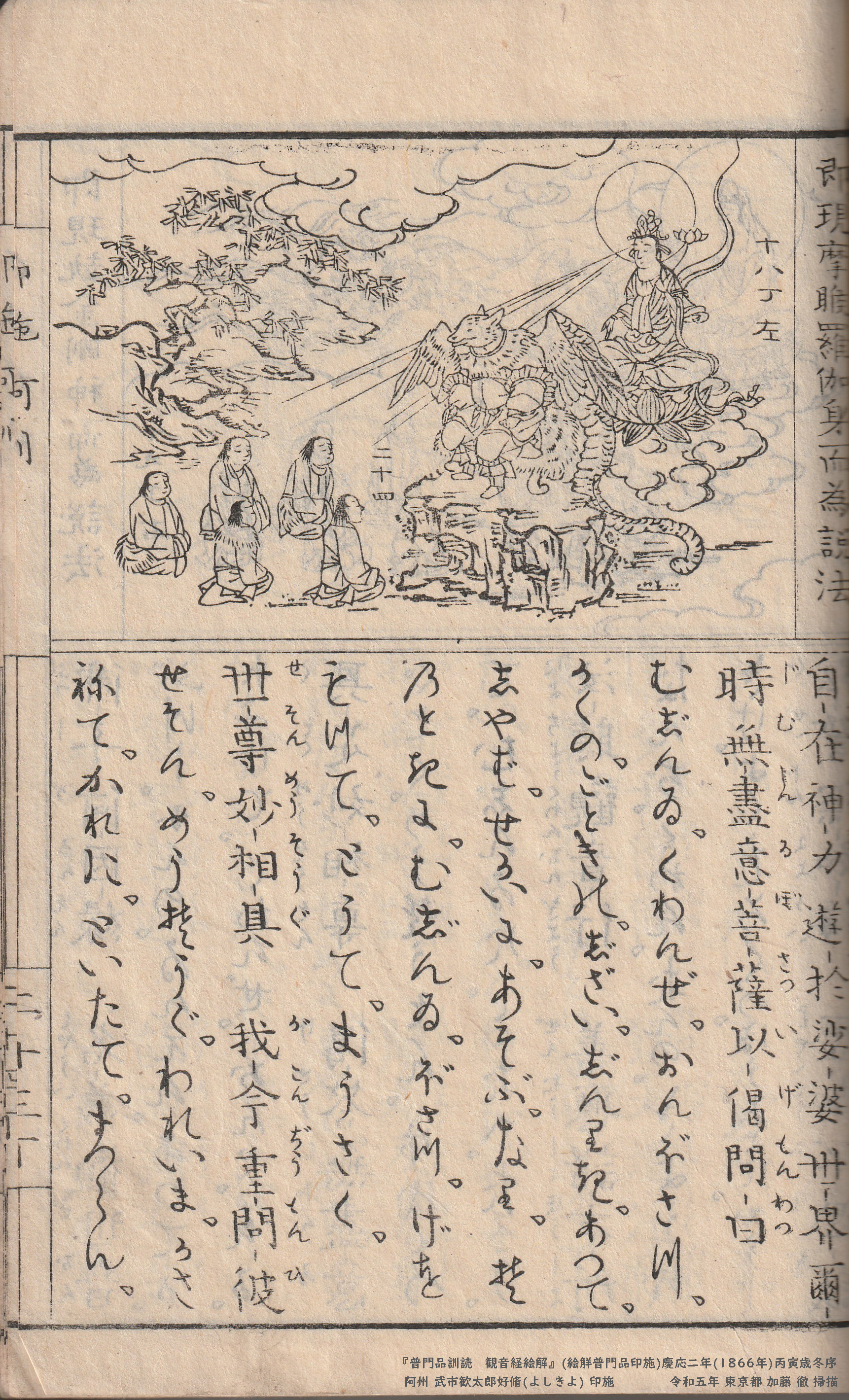
32. 摩睺羅伽

### 六観音
真言系では聖観音、十一面観音、千手観音、馬頭観音、如意輪観音、准胝観音を六観音と称し、天台系では准胝観音の代わりに不空羂索観音を加えて六観音とする。六観音は六道輪廻（ろくどうりんね、あらゆる生命は6種の世界に生まれ変わりを繰り返すとする）の思想に基づき、六種の観音が六道に迷う衆生を救うという考えから生まれたもので、地獄道 - 聖観音、餓鬼道 - 千手観音、畜生道 - 馬頭観音、修羅道 - 十一面観音、人道 - 准胝観音、天道 - 如意輪観音という組み合わせになっている。
なお、千手観音は経典においては千本の手を有し、それぞれの手に一眼をもつとされているが、実際に千本の手を表現することは造形上困難であるために、唐招提寺金堂像や葛井寺の乾漆千手観音坐像などわずかな例外を除いて、42本の手で「千手」を表す像が多い。観世音菩薩が千の手を得た謂われとしては、伽梵達摩訳『千手千眼觀世音菩薩廣大圓滿無礙大悲心陀羅尼經』がある。この経の最後に置かれた大悲心陀羅尼は現在でも中国や日本の禅宗寺院で読誦されている。

### 七観音
観音が衆生教化のために変じ給える七身。真言系の六観音に天台系の不空羂索観音を加える。

### 十五尊観音
三十三観音（次項参照）のうち、白衣、葉衣、水月、楊柳、阿摩提、多羅、青頸、琉璃、龍頭、持経、円光、遊戯、蓮臥、瀧見、施薬の15の変化身をいう。

### 三十三観音
以下に列挙した三十三観音の名称は、天明3年（1783年）に刊行された絵師の土佐秀信が著した『仏像図彙』（ぶつぞうずい）という書物に所載のものである。この中には白衣（びゃくえ）観音、多羅尊観音のようにインド起源のものもあるが、中国や日本で独自に発達したものもあり、その起源は様々である。白衣観音、楊柳観音のように、禅宗系の仏画や水墨画の好画題としてしばしば描かれるものもあるが、大部分の観音は単独での造像はまれである。
三十三観音の名称
1. 楊柳（ようりゅう）
2. 龍頭（りゅうず）
3. 持経（じきょう）
4. 円光（えんこう）
5. 遊戯（ゆげ）
6. 白衣（びゃくえ）
7. 蓮臥（れんが）
8. 滝見（たきみ）
9. 施薬（せやく）
10. 魚籃（ぎょらん）
11. 徳王（とくおう）
12. 水月（すいげつ）
13. 一葉（いちよう）[注釈 12]
14. 青頚（しょうけい）
15. 威徳（いとく）
16. 延命（えんめい）
17. 衆宝（しゅうほう）
18. 岩戸（いわと）
19. 能静（のうじょう）
20. 阿耨（あのく）
21. 阿摩提（あまだい）
22. 葉衣（ようえ）
23. 瑠璃（るり）
24. 多羅尊（たらそん）
25. 蛤蜊（こうり、はまぐり）
26. 六時（ろくじ）
27. 普悲（ふひ）
28. 馬郎婦（めろうふ）[注釈 13]
29. 合掌（がっしょう）
30. 一如（いちにょ）
31. 不二（ふに）
32. 持蓮（じれん）
33. 灑水（しゃすい）

## スリランカにおける八示現
現在のスリランカの仏教は上座部仏教で占められているもの、かつては大乗仏教や密教が勢力を持っていた時代があり、「ナータ」（観音菩薩）や「サマン」（普賢菩薩）への信仰が存在した。15世紀のスリランカにおいて図像の作成者によって用いられた図像学についてのサンスクリット文献は観音菩薩（ナータ）における以下の示現を記述している。なお、これらは南インドのヒンドゥー教における「アーガマ」の伝統からの輸入である。
1. シヴァ・ナータ (Śivanātha)
2. ブラフマー・ナータ (Brahmānātha)
3. ヴィシュヌ・ナータ (Viṣṇunātha)
4. ガウリ・ナータ (Gaurinātha)
5. マツィエーンドラ・ナータ（英語版） (Matsyendranātha)
6. バドラ・ナータ (Bhadranātha)
7. バウッダ・ナータ (Bauddhanātha)
8. ガナ・ナータ (Gaṇanātha)

## 真言

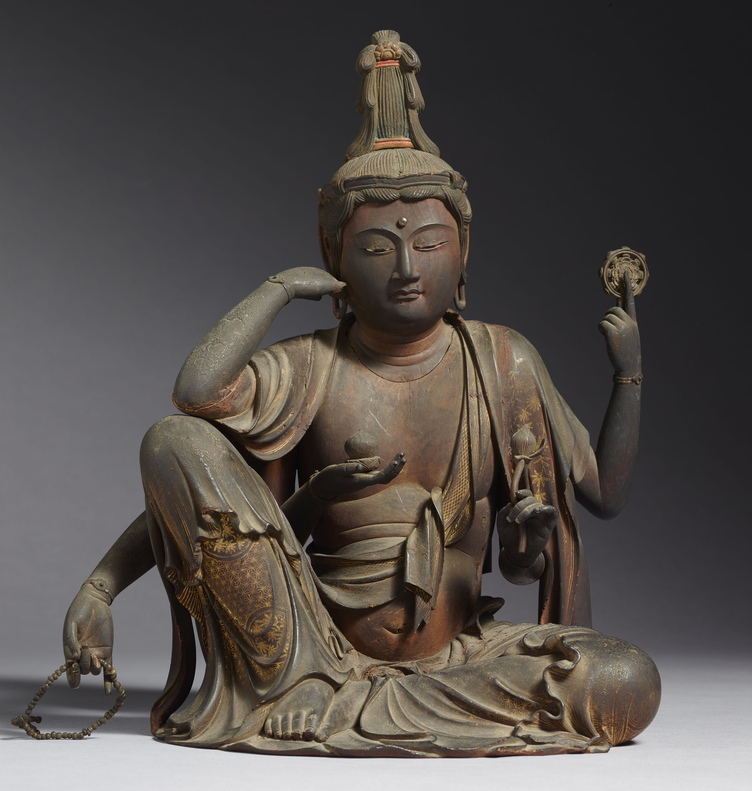
如意輪観音坐像 附像内納入品、1275年、鎌倉時代、東京国立博物館蔵

- 聖観音 - オン・アロリキャ・ソワカ om ālolik svāhā[22] / om ārolik svāhā[注釈 15]
- 十一面観音 - オン・ロケイ・ジンバ・ラ・キリク・ソワカ / オン・マカ・キャロニキャ・ソワカ
- 千手観音 - オン・バザラ・タラマ・キリク
- 如意輪観音 - オン・ハンドメイ・シンダ・マニ・ジンバ・ラ・ウン
- 准胝観音 - オン・シャレイ・ソレイ・ソンデイ・ソワカ oṃ cale cūle cundī svāhā
- 不空羂索観音 - オン・アボキャ・ビジャシャ・ウン・ハッタ / オン・ハンドマダラ・アボキャ・ジャヤデイ・ソロソロ・ソワカ / オン・アモキャ・ハラチカタ・ウンウン・ハッタ・ソワカ
- 馬頭観音 - オン・アミリト・ドハンバ・ウン・ハッタ
- 白衣観音 - オン・シベイテイ・シベイテイ・ハンダラ・バシニ・ソワカ
- 楊柳観音 - オン・バザラダラマ・ベイサジャ・ラジャヤ・ソワカ
- 六字大明呪 - オム・マ・ニ・ペ・メ・フム[24] / オーム・マニ・ペーメエ・フーム[25] oṃ maṇi padme hūṃ[26]

## 観音菩薩を祀る主な寺院
- 栃木・中禅寺（立木観音堂） - 千手観音（重要文化財）
- 栃木・大谷寺 - 千手観音（大谷磨崖仏）（特別史跡、重要文化財）
- 栃木・寺山観音寺 - 千手観音及両脇侍像（重要文化財）
- 東京・浅草寺 - 聖観音（秘仏の像など複数、うち一体台東区指定文化財）[注釈 16]
- 東京・護国寺 - 如意輪観音
- 東京・品川寺 - 水月観音、聖観音
- 東京・塩船観音寺 - 千手観音（東京都指定有形文化財）
- 神奈川・長谷寺 - 十一面観音（神奈川県指定重要文化財）
- 神奈川・弘明寺 - 十一面観音（重要文化財）
- 神奈川・大船観音寺 - 白衣観音
- 静岡・礼拝山興亜観音 -興亜観音
- 福井・羽賀寺 - 十一面観音（重要文化財）
- 福井・馬居寺 - 馬頭観音（重要文化財）
- 滋賀・石山寺 - 如意輪観音（重要文化財）
- 滋賀・向源寺（渡岸寺） - 十一面観音（国宝）
- 滋賀・櫟野寺 - 十一面観音（重要文化財）
- 京都・松尾寺 - 馬頭観音
- 京都・広隆寺 - 不空羂索観音（国宝）、千手観音（立像）（国宝）、聖観音（重要文化財）、如意輪観音（重要文化財）、千手観音（坐像）（重要文化財）
- 京都・清水寺 - 千手観音（本堂）、千手観音（奥の院）（重要文化財）
- 京都・三十三間堂 - 千手観音（国宝・湛慶作）、千手観音1,001躯（重要文化財）
- 京都・六波羅蜜寺 - 十一面観音（国宝）
- 京都・大雲寺 - 十一面観音（行基作）
- 京都・観音寺 - 十一面観音（国宝）
- 京都・醍醐寺（上醍醐） - 如意輪観音（重要文化財）、准胝観音
- 京都・大報恩寺 - 聖観音、千手観音、馬頭観音、十一面観音、准胝観音、如意輪観音（六体とも重要文化財、肥後別当定慶作）
- 大阪・大聖観音寺（あびこ観音） - 聖観音
- 大阪・四天王寺 - 救世観音
- 大阪・観心寺 - 如意輪観音（国宝）
- 大阪・葛井寺 - 千手観音（国宝）
- 大阪・道明寺 - 十一面観音（国宝）
- 兵庫・中山寺 - 十一面観音（重要文化財）
- 兵庫・神呪寺 - 如意輪観音（重要文化財）、聖観音（重要文化財）
- 兵庫・斑鳩寺 - 如意輪観音（重要文化財）
- 兵庫・須磨寺 - 聖観音
- 奈良・法隆寺 - 百済観音（国宝）、夢違観音（国宝）、救世観音（国宝）、九面観音（国宝）
- 奈良・興福寺 - 不空羂索観音（南円堂、国宝）、千手観音（旧食堂本尊、国宝）
- 奈良・薬師寺 - 聖観音（国宝）
- 奈良・唐招提寺 - 千手観音（国宝）
- 奈良・法華寺 - 十一面観音（国宝）
- 奈良・長谷寺 - 十一面観音（重要文化財）
- 奈良・室生寺 - 十一面観音（国宝）
- 奈良・東大寺 - 十一面観音（二月堂）、不空羂索観音（法華堂（三月堂）、国宝）、如意輪観音（金堂、重要文化財）
- 奈良・大安寺 - 十一面観音、馬頭観音、楊柳観音、聖観音、不空羂索観音（以上全て重要文化財）
- 奈良・聖林寺 - 十一面観音（国宝）
- 奈良・岡寺 - 如意輪観音（重要文化財）
- 和歌山・道成寺 - 千手観音（国宝）
- 和歌山・金剛三昧院 - 十一面観音（重要文化財）
- 和歌山・補陀洛山寺 - 千手観音（重要文化財）
- 福岡・観世音寺 - 聖観音、十一面観音、馬頭観音、不空羂索観音（以上重要文化財）

平和のモニュメントとして昭和時代以降、日本各地で観音菩薩像が造られた。その多くは女性的な顔立ちで、頭部と両肩を布でおおい、全身白塗りである。これは中国明代の白磁の白衣観音の影響があるという（君島彩子『観音像とは何か』　2021年　青弓社）

## 古典小説における観音菩薩
『西遊記』
ストーリー全般にわたって、釈迦如来の命を受けて三蔵法師守護のため何回も登場する。これは三蔵法師のモデルである玄奘三蔵が般若心経を携えて西方に旅したという伝説からヒントを得たものとされる。
『封神演義』
仏教の観音菩薩が明代に道教に取り込まれて慈航真人となったのであるが、ほぼ同じ時代に完成された小説『封神演義』には慈航道人なるキャラクターが登場し、後に観音菩薩になったとしている（作中では殷の滅亡から1000年後の事としている）。普陀山落伽洞に住み、観音菩薩の持物である水瓶の様な宝貝「瑠璃瓶」を使う。後に観音菩薩の乗り物となる金毛犼の金光仙を捕えている。さらに、この小説では文殊菩薩、普賢菩薩も仙人として登場し（それぞれ作中では、文殊広法天尊と普賢真人）、後に仏教の菩薩になったなどとしている。